# Tavo Burat
Gustavo Buratti Zanchi, connu sous le nom de plume de Tavo Burat, né le 22 mai 1932 à Stezzano, province de Bergame (Italie) et mort le 8 décembre 2009 à Biella, est un écrivain, journaliste et homme politique italien.

## Biographie
Né à Stezzano en 1932 dans une famille évangélique vaudoise, Tavo Burat obtient son diplôme en jurisprudence avec une thèse sur le droit dans le canton des Grisons et enseigne le français aux scuole medie (it) de 1968 à 1994.
En 1959, il est nommé membre associé du Félibrige.
Il fonde et est directeur du journal piémontais La slòira et aussi directeur de la revue Alp (it) de 1974 à 2009, année de son décès,,,.
En 1974 il a voulu mettre sur le Monte Rubello (it) un nouveau monument-mémorial dédié à Fra Dolcino, déclaré hérétique par l'Église catholique: à l'inauguration était invité Dario Fo dix-mille personnes environ ont participé.
Il meurt en 2009 et il a voulu être enveloppé dans le drapeau des sintés piémontais.

## Œuvres

### En italien
- 1957 : Diritto pubblico nel Cantone dei Grigioni
- 1974 : « La situazione giuridica delle minoranze linguistiche in Italia », in: I diritti delle minoranze etnico-linguistiche
- 1976 : « In difesa degli altri », in: U. Bernardi, Le mille culture, Comunità locali e partecipazione politica
- 1981 : « Decolonizzare le Alpi », in: Prospettive dell’arco alpino
- 1989 : Carlo Antonio Gastaldi. Un operaio biellese brigante dei Borboni
- 1997 : Federalismo e autonomie. Comunità e bioregioni
- 2000 : Fra Dolcino e gli Apostolici tra eresia, rivolta e roghi
- 2002 : L'anarchia cristiana di Fra Dolcino e Margherita, Ed. Leone & Griffa
- 2004 : Eretici dimenticati. Dal Medioevo alla modernità, Ed. DeriveApprodi
- 2006 : Banditi e ribelli dimenticati. Storie di irriducibili al futuro che viene, Ed. Lampi di Stampa
- 2012 (posthume) : Dalla parte di chi resiste. Gli scritti di Gustavo Buratti per "L'Impegno", en collaboration avec Marcello Vaudano, Varallo, Istituto per la storia della Resistenza e della società contemporanea nel Biellese, nel Vercellese e in Valsesia
- 2013 (posthume) : Fra Dolcino e Margherita : tra messianesimo egualitario e resistenza montanara, [S.l.], Tabor

### En piémontais
- 1979 : Finagi, Ca dë studi piemontèis
- 1993 : (avec Albert Maquet) dal creus dël temp – då fond dès timps (éd. Traditions et Parlers populaires Wallonie-Bruxelles asbl, coll « micRomania », no 1
- 2005 : Lassomse nen tajé la lenga, ALP
- 2008 : Poesìe, Ca dë studi piemontèis

### Poèmes vernaculaires
Quelques poèmes de Burat sont présents dans cette anthologiesantologie :
- 1984 : Le parole di legno. Poesia in dialetto del '900 italiano, en collaboration avec Mario Chiesa et Giovanni Tesio, Mondadori
- 2001 : Il pensiero dominante. Poesia italiana 1970-2000 en collaboration avec Franco Loi et Davide Rondoni
- 2008 : Poesia dialettale dal Rinascimento ad oggi, en collaboration avec Giacinto Spagnoletti et Cesare Vivaldi, Garzanti

## Charges politiques et culturelles
- Conseiller municipal à Biella de 1956 à 1994
- Dirigeant régional du Parti socialiste italien (PSI) de 1975 à 1984
- Assesseur (en) de la communauté de montagne de la basse vallée de l'Elvo (it) de 1970 à 1993
- Représentant des Verdi pour la révision du statut de la Région Piémont
- Conseiller national des Verdi de 2000 à 2009
- Coordinateur du Centre d'études dolciniennes[8] du 1974 à 2009
- Fondateur du Consiglio federativo della Resistenza di Biella.